# Młyn w Kruzach (podlaskie)
Młyn we wsi Kruzy to murowany młyn gospodarczy z początku XX wieku, położony w województwie podlaskim, w powiecie siemiatyckim, w gminie Perlejewo, we wsi Kruzy. Młyn wpisany do ewidencji zabytków gminy Perlejewo.

## Historia
Najstarszy (drewniany) młyn motorowy stanął tu w 1938 r. W 1939 r., gdy tereny te zostały zajęte przez Sowietów, ludność ze wsi Kruzy przesiedlono do pobliskiego Perlejewa ze względu na bliskość granicy, natomiast młyn rozebrano. Po dwóch latach, gdy tereny te zostały zajęte przez Niemców, młyn odbudowano w konstrukcji drewnianej. Zbudowano wówczas również obejście gospodarskie, początkowo chlewy, później dom mieszkalny. Młyn pracował podczas wojny. W 1946 r. młyn spalili partyzanci.
Murowany budynek młyna wzniesiono w 1947 r. Zbudowała go spółka złożona z Wincentego Ilczuka, Józefa Onopiuka, Genowefy Onopiuk (nastepnię Ilczuk), oraz Władysława Onopiuka. W pobliżu na Bugu znajdowała się uszkodzona barka z silnikiem spalinowym. Właściciele młyna wymontowali silnik z barki, jednak nie dało się go przystosować do napędu młyna. Młyn pracował napędzany silnikiem spalinowym "Ursus". W latach 50. XX w. młyn znacjonalizowano. Pozostawiono jednak byłych właścicieli jako pracowników młyna. (właścicielka - pani Genowefa Ilczuk była kierownikiem młyna, mąż był młynarzem). Początkowo młyn był napędzany silnikiem spalinowym. W 1964 r. zelektryfikowano wieś i młyn, który odtąd pracował na napęd elektryczny. Właściciele wnosili protesty do Warszawy, po czym odzyskali swą własność, jednak z młyna wywieziono cenniejsze maszyny. Właściciele sprzedali konia i krowę, a za uzyskane pieniądze kupili niezbędne wyposażenie. W latach 70. XX w. mąż właścicielki zachorował, właścicielka nadal samodzielnie prowadziła młyn. Młyn stanął w 1984 r. Mąż właścicielki zmarł, właścicielka zachorowała. Obiekt tsał nieczynny i stopniowo niszczał,

## Architektura
Młyn jest murowany z pustaków cementowych na fundamencie betonowym. Ściany budynku nieotynkowane. Dach o konstrukcji drewnianej - jętkowy, kryty obecnie eternitem falistym (pierwotnie gontem). Stropy drewniane wsparte na podciągach i słupach drewnianych. Schody drewniane policzkowe. Podłogi drewniane. Stolarka okienna drewniana, okna nie otwierane, o drobnych i średnich podziałach. Drzwi i wrota drewniane - ramowe o klepkowym wypełnieniu.

### Plan
Budynek prostokątny (16,05 x 9,38 m) - w planie wyróżnia się część produkcyjna i przyległy do niej budynek motorowni wzdłuż krótszego boku.

### Bryła
Budynek złożony z dwóch brył: budynek produkcyjny dwukondygnacyjny, przykryty dwuspadowym dachem o dużym spadku (ok. 40°), pod którym znajduje się użytkowe poddasze oraz parterowy budynek dawnej motorowni przykryty dachem pulpitowym o spadku ok. 40°. Budynek niepodpiwniczony. Główna pędnia pasowa umieszczona w zagłębieniu pod podestem parteru.

### Elewacje
Wykonane z pustaków, nieotynkowane, nie posiadają artykulacji architektonicznej ani detalu. Kompozycja fasady osiowa, symetryczna (dwie osie okienne), podobnie elewacja tylna. W ścianach szczytowych po 1 oknie.
Wyposażenie
Budynek był wyposażony w instalację elektryczną 3 fazową - obecnie odłączone. Instalacji odgromowej brak. Obecnie w budynku nie ma żadnej sprawnej instalacji.

## Stan aktualny

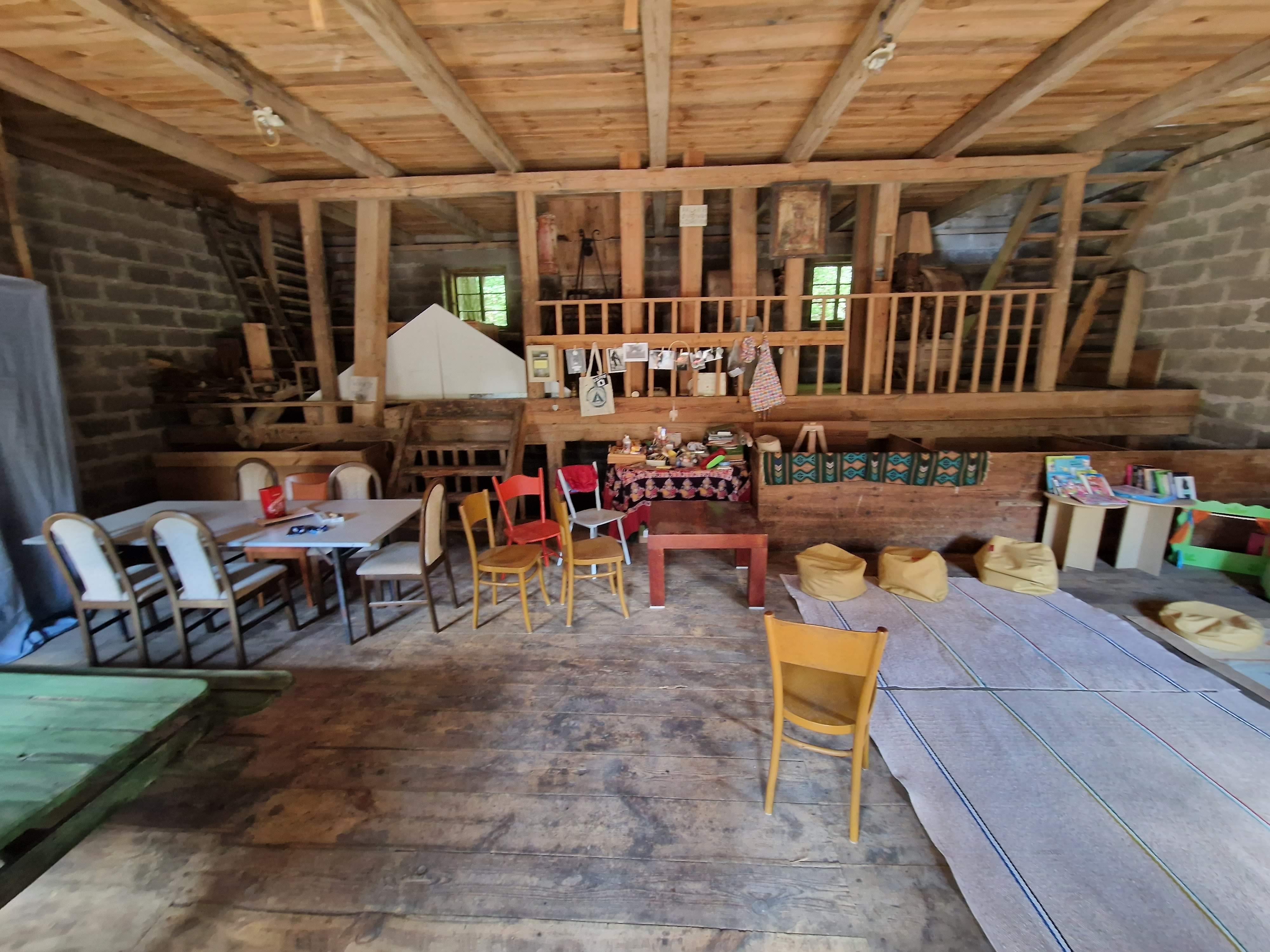
Wnętrze młyna - parter. Stan z sierpnia 2023 roku.
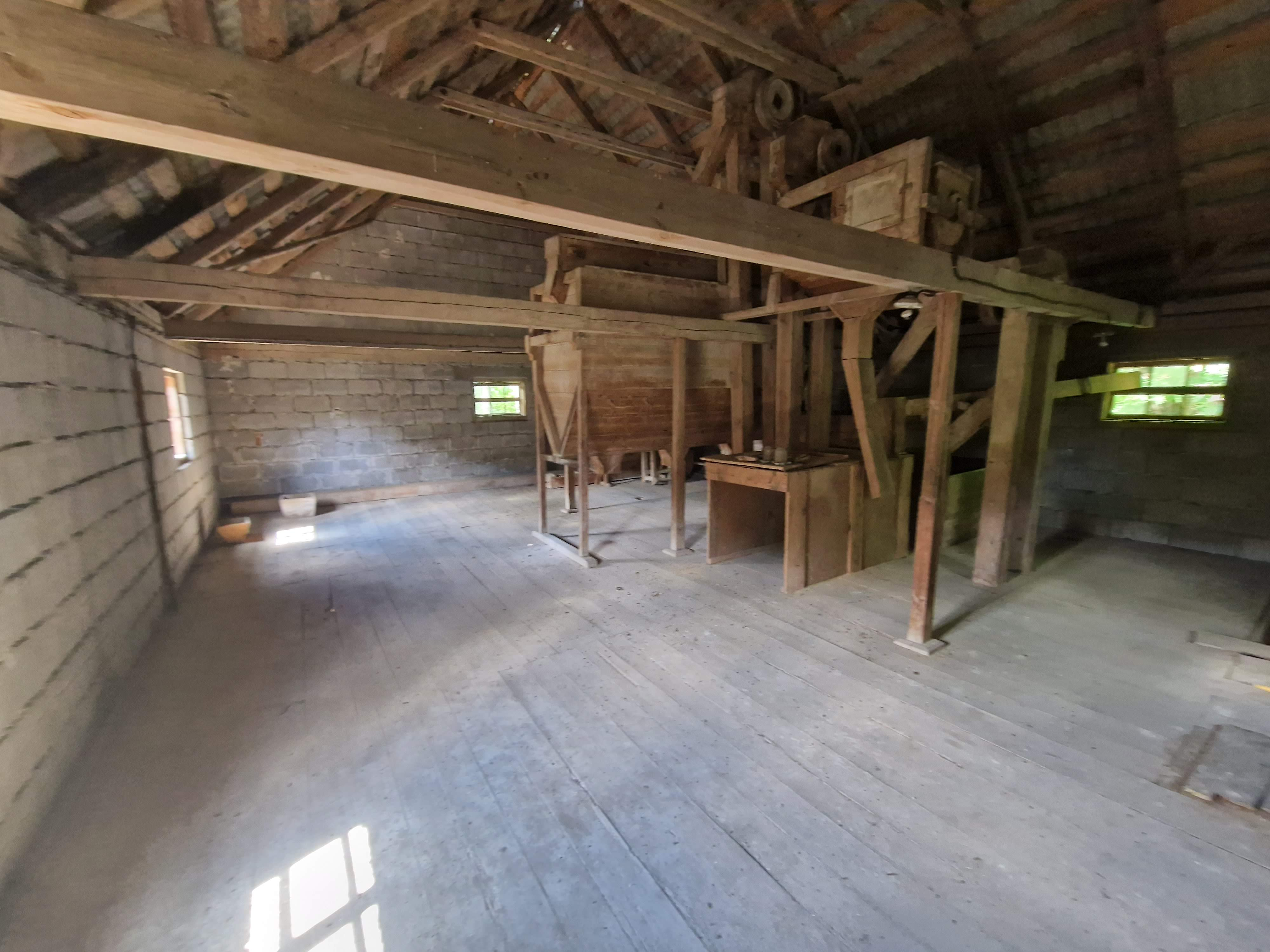
Wnętrze młyna - piętro. Stan z sierpnia 2023 roku.
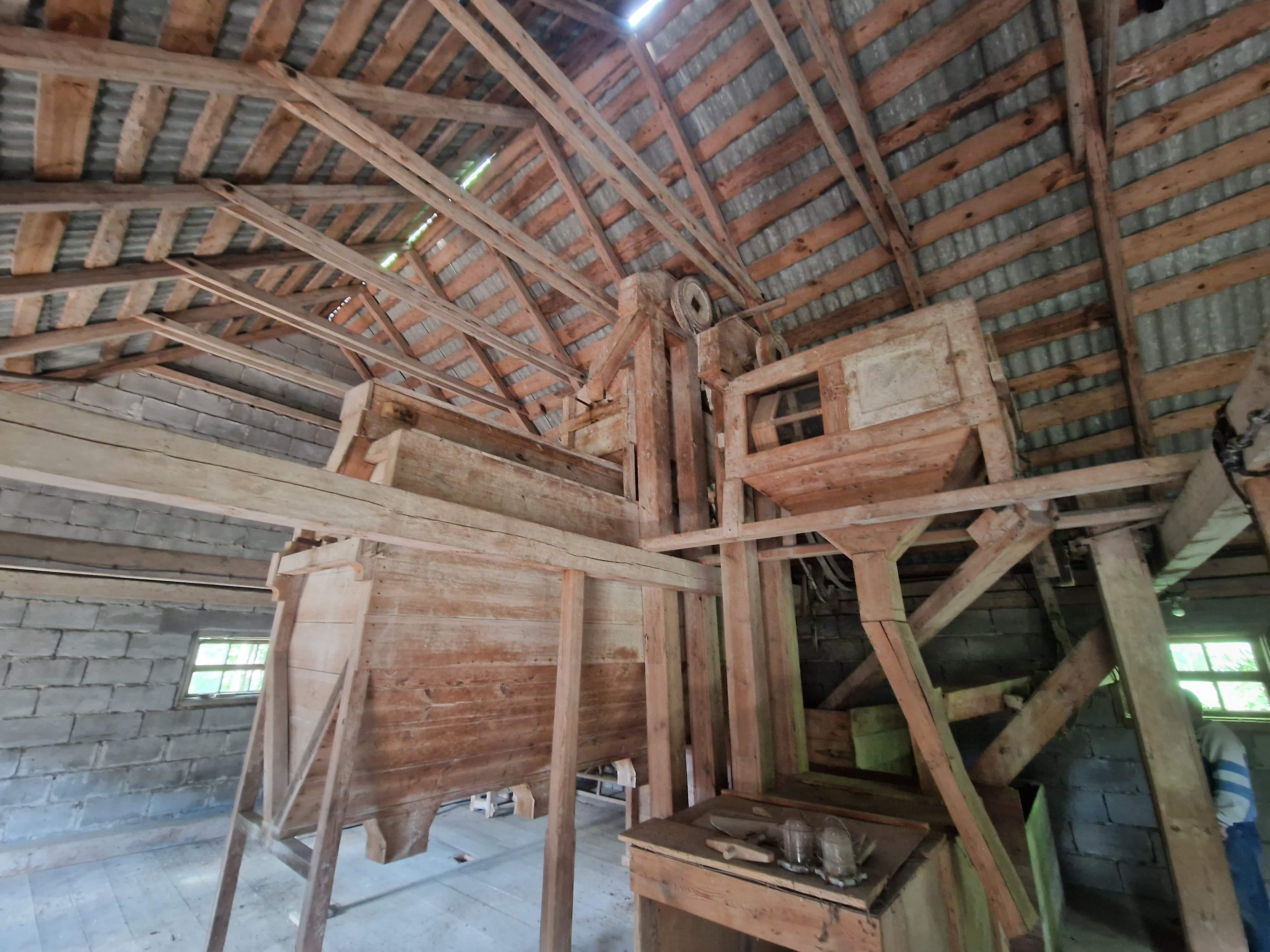
Wnętrze młyna - pietro - młyn drewniany. Stan z sierpnia 2023 roku.
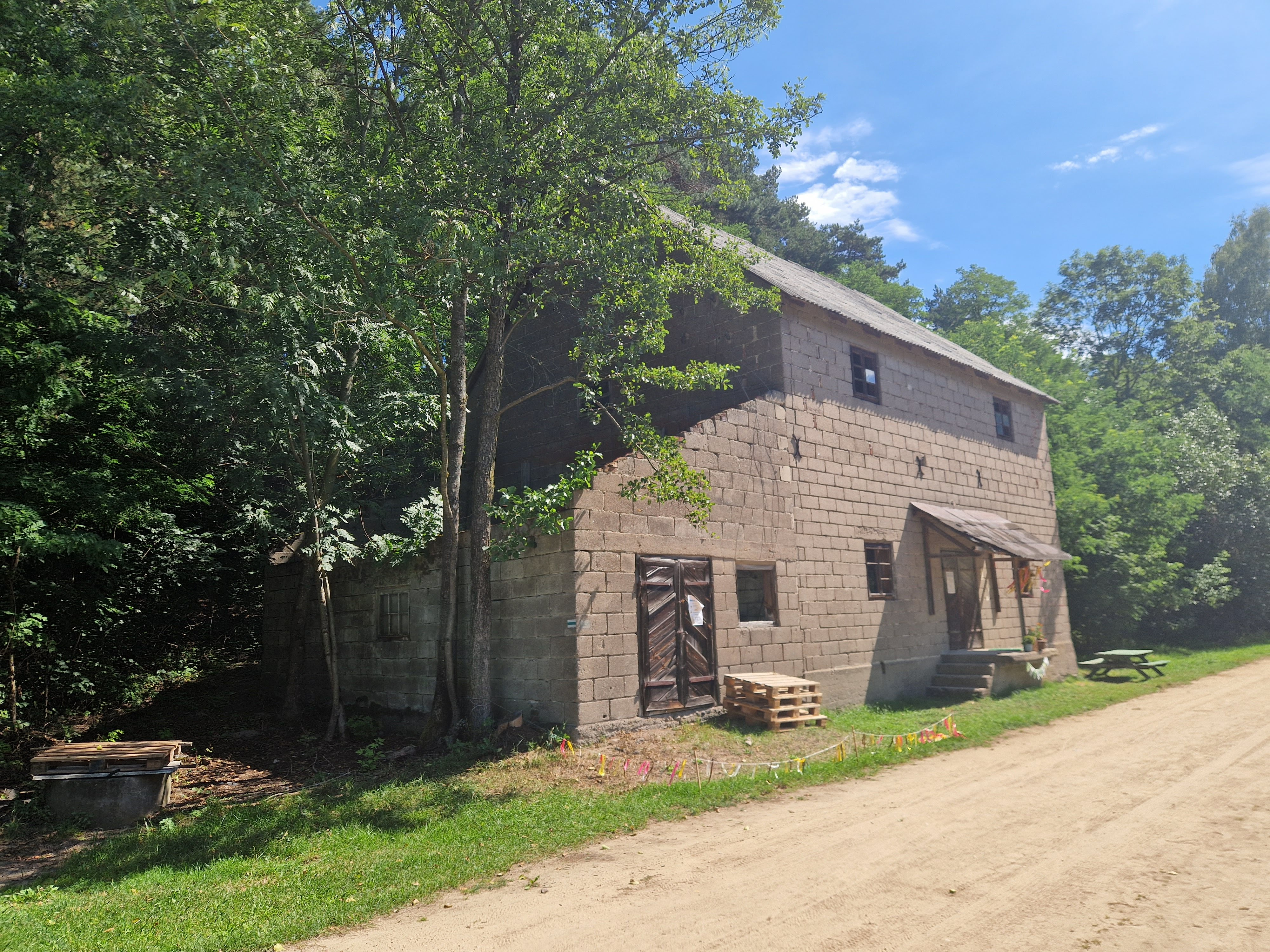
Młyn - widok od strony południowej.

Młyn obecnie jest użyczony Stowarzyszeniu Klangor i jest wykorzystywany na potrzeby lokalnych aktywności. Stowarzyszenie prowadzi działania polegające na zachowaniu jego tkanki i konserwacji zabytku.